# Horst de Marées (Sportwissenschaftler)
Horst de Marées (* 15. Juni 1936 in Zwickau; † 16. März 1994) war ein deutscher Sportmediziner und Buchautor.

## Leben
De Marées wuchs in Mülsen St. Jacob in der Nähe von Zwickau auf. Sein Vater war als Tierarzt tätig. Seine Kindheit wurde durch den Zweiten Weltkrieg und den frühen Tod seines Vaters im Jahr 1942 geprägt. Nach der Umsiedlung nach Glauchau nach Kriegsende arbeitete seine Mutter als Katechetin.
Nach dem Abitur studierte er Medizin an der Universität Leipzig und trainierte regelmäßig an der Deutschen Hochschule für Körperkultur. Sein Engagement in der Studentengemeinde führte zur Kürzung seines Stipendiums und eine Stelle als Wissenschaftliche Hilfskraft wurde ihm verweigert. Er wechselte daraufhin nach dem Physikum an die Medizinische Akademie Dresden.
Da die einseitige Politisierung an den Hochschulen der DDR seiner eigenen Weltanschauung entgegenstand, verließ de Marées im Jahr 1959 die DDR und setzte sein Studium an der Universität Tübingen fort. 1961 beendete er sein Studium mit dem Medizinischen Staatsexamen.
Nach Absolvierung der Medizinalassistentenzeit an verschiedenen Krankenhäusern in Baden-Württemberg erhielt er 1964 die Approbation und Begann mit seiner Promotion in Tübingen zu dem Thema Vergleich der biologischen Prüfungsmethoden über die Hautverträglichkeit von Riechstoffen. Anschließend arbeitete er als Assistent in dem Tropenkrankenhaus Paul Lechler in Tübingen und sammelte berufliche Erfahrungen im Rahmen von Praxisvertretungen auf der Schwäbischen Alb. Dabei soll er sämtliche Hausbesuche mit dem Fahrrad absolviert haben.
Anschließend arbeitete er als wissenschaftlicher Assistent der Deutschen Forschungsgemeinschaft an der Augenklinik in Tübingen und im Physiologischen Institut der Universität Tübingen.
Im Jahr 1966 ging de Marées an die Medizinische Hochschule Hannover und habilitierte dort 1970 auf dem Gebiet der klinischen Physiologie. 1975 übernahm er den neu eingerichteten Lehrstuhl für Sportmedizin an der Universität Bochum, den er bis zu seiner Berufung zum Direktor des Bundesinstituts für Sportwissenschaft im Jahr 1991 leitete. Er forschte an den Vorgängen der Kreislaufregulation sowie dem Bereich sportbezogener sinnes- und neurophysiologischer Fragestellungen.

## Publikationen
Sein Buch Sportphysiologie wurde erstmals 1974 veröffentlicht und ist inzwischen in der 9. Auflage erschienen. Es gilt als Standardwerk für Sportwissenschaftler und Sportmediziner. Die Autoren Hermann Heck und Ulrich Bartmus haben die weitere Bearbeitung und Aktualisierung des Werkes übernommen.
- Sportphysiologie. 9. Auflage. Sportverlag Strauss, Köln 2003, ISBN 3-939390-00-3.
- Verletzungen im Sportunterricht – Unfallverhütung. Diesterweg, Frankfurt am Main 1986, ISBN 3-7941-2624-6.